# Echium leucophaeum
Echium leucophaeum là loài thực vật có hoa trong họ Mồ hôi. Loài này được (H.Christ) Webb ex Sprague & Hutch. mô tả khoa học đầu tiên năm 1914.